# بلوک‌آباد
بلوک‌آباد یکی از روستاهای استان آذربایجان شرقی است که در دهستان سراجوی شرقی بخش سراجو شهرستان مراغه واقع شده‌است. این روستا در 30 کیلومتری از شهر مراغه قرار دارد و دارای جمعیت 950 نفری می‌باشد.